# Polynema pennicilipennis
Polynema pennicilipennis är en stekelart som beskrevs av Soyka 1956. Polynema pennicilipennis ingår i släktet Polynema och familjen dvärgsteklar. Inga underarter finns listade i Catalogue of Life.